# August Borsig
Johann Friedrich August Borsig (Breslávia, 23 de junho de 1804 — Berlim, 6 de julho de 1854) foi um empresário alemão, fundador da fábrica Borsig-Werke.

## Vida
Borsig nasceu em Breslau (Wrocław), filho do cuirassier e carpinteiro capataz Johann George Borsig. Depois de aprender o ofício de seu pai, ele primeiro frequentou o Königliche Provinzial-Kunst- und Bauschule (Escola de Arte e Construção Real Provincial), depois, até o outono de 1825, o Königliche Gewerbe-Institut (Instituto Real de Comércio). Ele recebeu seu treinamento prático em construção de motores na Neue Berliner Eisengießerei (Nova Fundição de Ferro de Berlim) de FA Egells, onde uma de suas primeiras tarefas foi a montagem de uma máquina a vapor em Waldenburg, Silésia. Após a conclusão bem-sucedida dessa tarefa, Borsig foi nomeado gerente de fábrica por oito anos. Em 1828, ele se casou com Louise Pahl; eles tiveram um filho, Albert.
Está sepultado no Dorotheenstädtischer Friedhof em Berlim.

## August Borsig e sua empresa

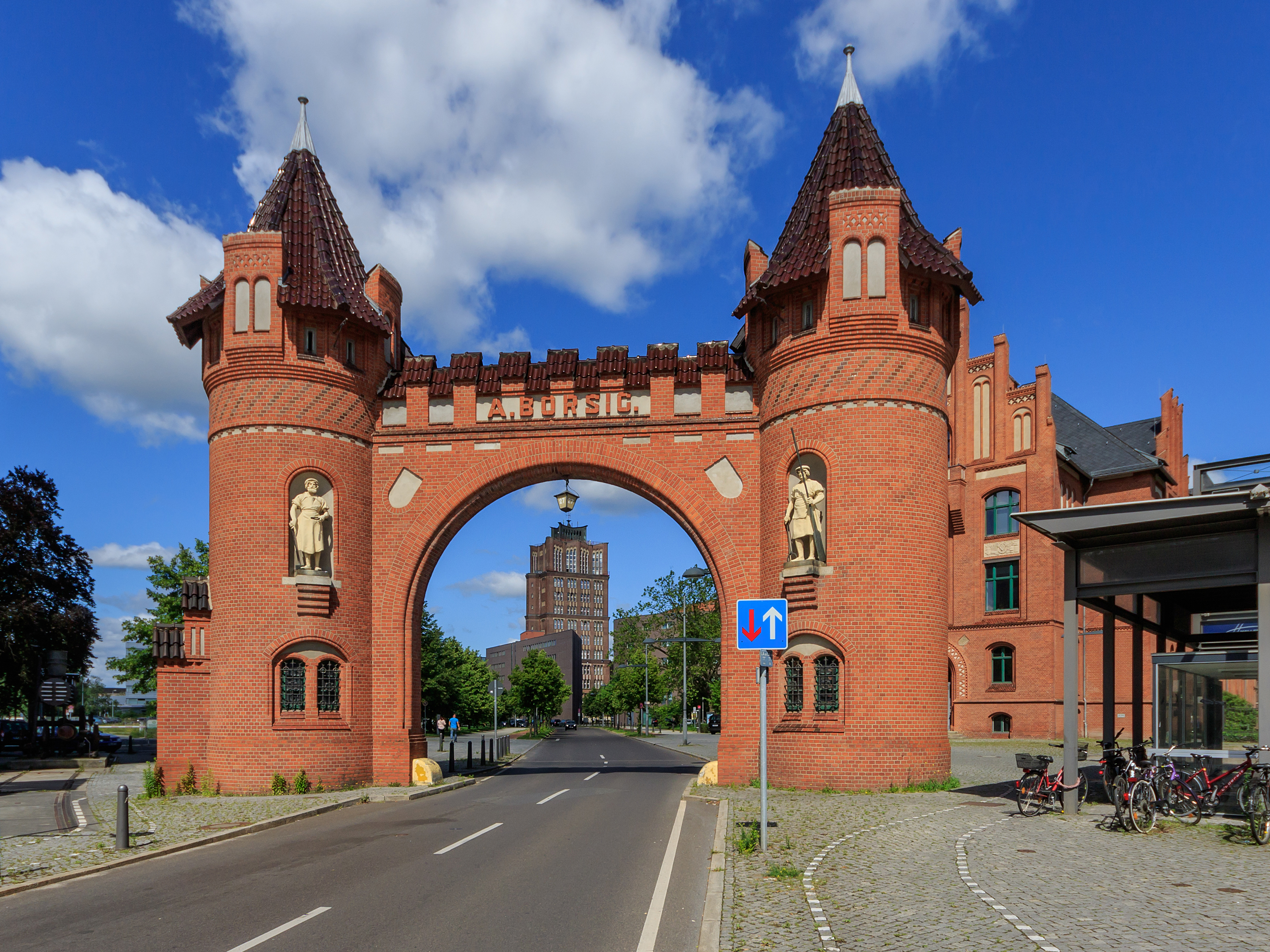
Portão da antiga fábrica Borsig-Werke em Berlim

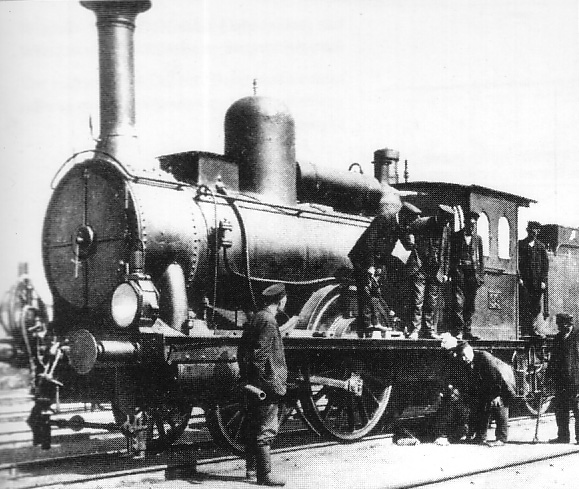
Locomotiva a vapor Borsig usada na ferrovia Varsóvia-Viena

No início, a empresa Borsig também construiu motores a vapor para suas próprias necessidades e máquinas para outras empresas, bem como peças fundidas para arte e construção. No entanto, o foco logo mudou para a construção de locomotivas, e o nome Borsig está conectado com locomotivas até hoje. Em 1843, as empresas ferroviárias da Prússia encomendaram 18 locomotivas e, em 1844, Borsig pôde expor sua 24ª locomotiva na feira industrial de Berlim. A centésima locomotiva foi concluída em 1846. Enquanto isso, Borsig construiu a bomba a vapor para a fonte em Sanssouci e participou da construção das cúpulas da Igreja Nicolai em Potsdam e do Berliner Stadtschloss (Palácio da Cidade de Berlim). A empresa estava se expandindo rapidamente naqueles anos, uma vez que novas ferrovias estavam sendo construídas em toda a Alemanha. Em 1847, a construção das novas siderúrgicas de Moabit começou e elas se tornaram operacionais em 1849. A fábrica de máquinas e fundição de ferro em Kirchstraße foi comprada em 1850, e isso colocou o número total de funcionários nas três fábricas de Berlim em 1800, tornando a empresa de Borsig uma só e uma das grandes empresas de seu tempo.